# إنترنت إكسبلورر 9
إنترنت إكسبلورر 9 هو (بالإنجليزية: Internet explorer 9)‏ هو النسخة الحالية من متصفح الويب مايكروسوفت إنترنت إكسبلورر، وتم إطلاق النسخة في 14 مارس 2011,
ولقد رصدت شركة مايكروسوفت، أكثر من 2.3 مليون (تحميل) للبرنامج خلال 24 ساعة فقط من إطلاقه أي، ما يعادل 29 تحميل خلال كل ثانية.. مما يدل على أن العديد من مستخدمي «النسخة 8» من البرنامج، كانوا بفارغ الصبر لخبر توفر النسخة الجديدة، ولعل هذا راجع إلى ضعف النسخة السابقة وبطئها وعدم قدرتها على مجارات العديد من المنافسين الذين تقاسموا (مستخدمي إكسبلورر)، ومنهم (جوجل كروم، فايرفوكس، أوبرا، سفاري... وغيرها).
العديد من مجربي النسخة 9 من إكسبلورر، أبدوا ترحيبهم وإعجابهم بالميزات والخصائص الجديدة للمتصفح.. بالإضافة إلى تركيز الأخير على عنصر «الحماية والأمان» والتي امتاز بهما خلال جميع إصداراته السابقة.
أهم ميزات إنترنت إكسبلورر 9:
1- أسرع وأشمل: من خلال تسريع أداء النص والفيديو والرسومات، وتسريع أداء المواقع بحيث تصبح كالبرامج المثبتة على الكمبيوتر.
2- التصميم الانسيابي المبسَّط: يمنحك عناصر التحكم الأساسية التي تحتاج إليها، ويجعل التركيز ينصب على مواقع الويب.
3- وصول بنقرة واحدة إلى المواقع المفضلة: مع المواقع المثبتة، يمكنك الانتقال إلى المواقع المفضلة مباشرةً من شريط مهام Windows، دون الحاجة إلى فتح المستعرض أولاً.
4- البحث المدمج وشريط العناوين: وهو مكان واحد للتنقل إلى موقع ويب أو بدء عملية بحث.
5- صفحة علامة التبويب الجديدة ذات التصميم الجديد: أصبح لديك الآن وصول سريع إلى المواقع التي تزورها بشكل أكثر تكرارًا، كما يمكنك أيضًا إعادة فتح علامات التبويب المغلقة أو آخر جلسة استعراض، أو بدء جلسة استعراض InPrivate
6- التكامل مع Windows 7: باستخدام «المحاذاة إلى الشبكة»، و«المواقع المثبتة»، و«قوائم الانتقال السريع»، وعناصر تحكم المعاينة بالصور المصغرة، يوفر لك إنترنت إكسبلورر 9 وويندوز 7 أفضل تجربة.
7- الإدارة المحسنة للوظائف الإضافية: يخبرك «مرشد الوظائف الإضافية» عما إذا كانت هناك وظيفة إضافية تعمل على إبطاء أداء المستعرض الخاص بك، كما يسمح لك بتعطيلها أو إزالتها؛ مما يساعدك على ضمان بقاء أداء المستعرض سريعًا على الدوام.
8- يساعدك على التحكم في خصوصيتك: تمكِّنك الحماية من التعقب من تقييد اتصال المستعرض بمواقع ويب معينة للمساعدة في الحفاظ على خصوصية معلوماتك.
9- الإبقاء على الملفات التي تم تحميلها مرتبة: تحتفظ «إدارة التنزيل/التحميل» بقائمة قيد التشغيل من الملفات التي يتم تنزيلها من الإنترنت، وتُعلمك عند احتمال وجود أحد الملفات الضارة، كما تسمح لك بإيقاف تنزيل مؤقتًا وإعادة تشغيله.
يشار بالذكر ان مايكروسوفت ستوقف مشروع إنترنت اكسبلورر وستستبدله بمشروع مايكروسوفت ايدج ابتداء من إصدار ويندوز 10